# تاريخ وسائط التخزين
تاريخ وسائط التخزين يتناول معلومات عن تاريخ تصنيع وسائط التخزين، ومن بعض وسائط التخزين التي اندثرت:
- أنبوب التخزين السيليكترون -The Selectron tube: في العام 1946 تم تطوير هذا النوع من وسائط التخزين والتي كانت مقسمة إلى ثلاث فئات بحسب سعة التخزين، حيث تم تصنيع ثلاثة أحجام تخزينية من أنبوب السيليكترون هذا وهي 256 بت و1024 بت و4096 بت. ولكن سرعان ما اندثرت هذه الوسيلة بسبب صعوبة التخزين وتكلفة الإنتاج العالية.
- البطاقات المثقبة – Punch cards: كانت هذه البطاقات تستخدم في أجهزة الحاسب الآلي لتخزين البيانات والبرامج التي تعمل على الحاسب، وقد ظل استخدامها سارياً مفعوله حتى منتصف السبعينيات .
- الشريط المثقب - : Punched tape: وفي هذا الشريط تكون البيانات على شكل ثقوب متتالية في سلسلة طويلة، وهو الذي ولد الأنموذج الأولي لصيغة الملفات البسيطة والتي استعملت فيما بعد بأنظمة اللينوكس وكذلك تعليمات المعالجة. هذا الشريط كان يستخدم كأداة لإدخال البيانات ولكنه استخدم أيضاً لإخراجها .
- ذاكرة الاسطوانة الممغنطة - : Magnetic drum memory: أول ظهور لهذا النوع من وسائط التخزين كان في عام 1932 في النمسا، واستمر استخدامها في فترة الخمسينيات والستينيات من القرن الماضي، وقد كانت الأكثر استخداماً كأوساط تخزينية في الحاسب في فترة الخمسينيات. وتتراوح السعة لأسطوانة ممغنطة بحدود 10 كيلوبايت. هذه الاسطوانة التي يصل طولها إلى 16 أنش وسرعة دوران 12500 دورة في الدقيقة، كان قد تم تصنيعها لتخدم جهاز الحاسب IBM 650 الذي تم تصنيعه في منتصف الخمسينيات. هذه الاسطوانة كانت تزود هذا الحاسب بعشرة آلاف حرف من الذاكرة. البيانات يتم كتابتها مغناطيسياً موزعة على أربعين مسار على سطح الاسطوانة .
- القرص الصلب – Hard Disk: أول ظهور للهارد ديسك أو القرص الصلب كان في عام 1956 ضمن الحاسب IBM 305 RAMAC حيث أطلقت عليه شركة IIBM الاسم 350 Disk File والذي تكون حينها من عدد 50 قرص معدني بقطر 24 أنش للقرص الواحد، أي ما سعته التخزينية خمسة ملايين حرف أي أقل بقليل من 5 MB .